# Юрий Жакон

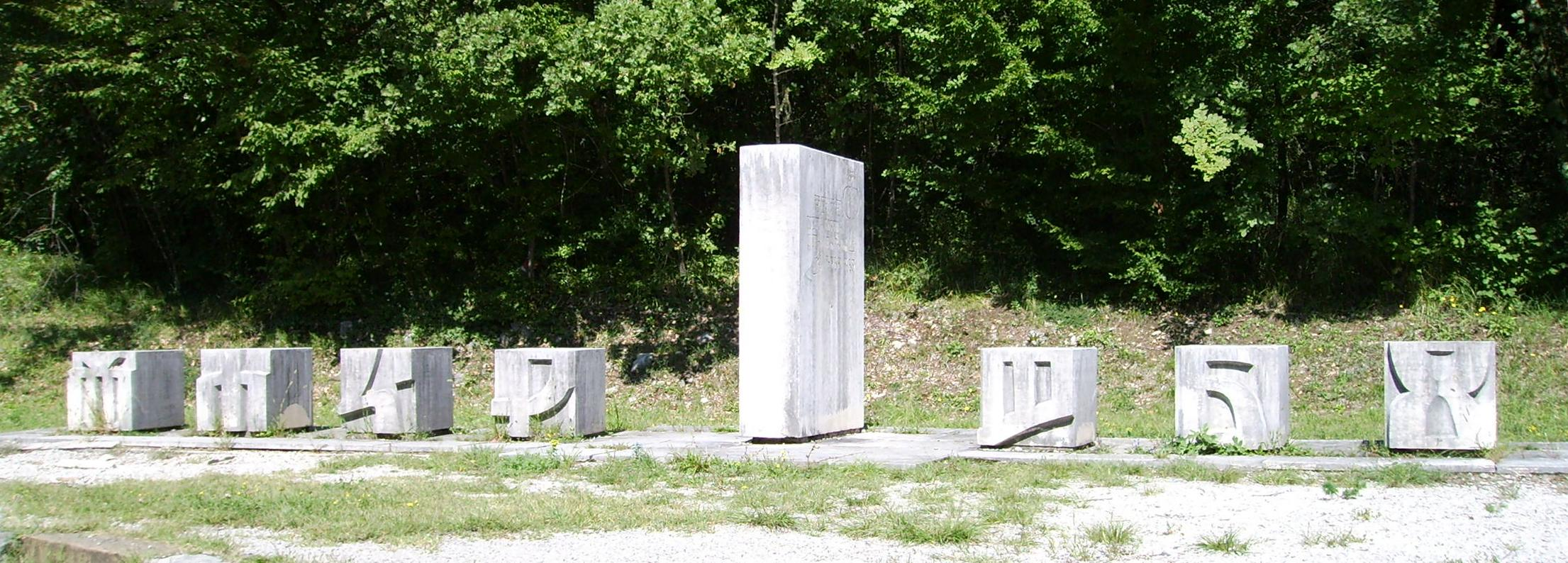
Привал Юрия Жакона, Аллея глаголицы

Юрий Жакон (хорв. Žakan Juri; XV век, Роч, Истрия — совр. Хорватия) — священник, родоначальник хорватского книгопечатания. 
Спустя 28 лет после выхода в свет Библии Гутенберга, считающейся отправной точкой книгопечатания в Европе, в 1483 году Юрий Жакон выпускает Служебник, использовав для этого глаголицу — древнеславянский вид письменности. Данное издание считается первой книгой, выпущенной печатным образом на хорватском языке.
В память о первопечатнике создана скульптурная группа на Аллее глаголицы, соединяющей самый маленький город в мире Хум с деревней Роч, названы улицы в разных городах Истрии.